# 美里町 (宮城縣)
美里町（日语：／ Misato machi */?）是位於日本宮城縣東北部的町，隸屬於遠田郡。轄區地處大崎平原南端，鳴瀨川流經城鎮中心旁並往南流，當地人口則主要集中在小牛田車站的周圍地區與國道108號沿線等地。由於境內的小牛田車站為東北本線、陸羽東線與石卷線的交會處，使當地成為重要的鐵路交通樞紐。

## 地理
美里町境內約66.7%的土地為農業用地，僅0.2%的面積被山林覆蓋。轄區地處大崎平原的南端，發源於奧羽山脈的江合川與鳴瀨川皆流經轄區內，並在其流域周圍形成廣闊的沖積平原。

### 氣候
當地屬於太平洋側氣候，冬季降雨量少且降雪期較短。

## 歷史
當地自古時便有人類居住，境內曾發掘出繩紋時代的新山前貝塚與山前遺跡等遺跡，其中山前遺跡被指定為日本的史跡。而小牛田地區在過去作為將古川地區的稻米，以及石卷地區的海產運往東京的中繼點而相當繁榮。
昭和29年（1954年）年7月1日，南鄉村改制為南鄉町。同年8月1日，敷玉村的青生地區併入小牛田町。昭和31年（1956年）1月1日，小牛田町的部分地區併入古川市。平成18年（2006年）1月1日，小牛田町與南鄉町合併成現今的美里町。

## 行政
現任町長相澤清一於2022年1月在選舉中第2次成功連任，其任期將持續至2026年2月。

## 經濟
根據日本2015年的國勢調查統計，美里町的就業人口中有11.4%從事第一級產業，26.7%的就業人口從事第二級產業，其餘的61.7%則從事第三級産業。當地的農業以生產稻米、小麥與大豆等農產品為主。

## 教育
美里町内共有6所小學校與3所中學校。根據2020年的統計，境內的小學校學生總人數為1154名，中學校則共有539名學生。

## 交通
國道108號與國道346號皆通過美里町，其中國道108號以東西走向穿越轄區內。鐵路方面，JR東日本的東北本線、陸羽東線和石卷線皆通過境內。位於町內的小牛田車站為上述三條鐵路共構的車站，陸羽東線則在西部地區另設北浦車站與陸前谷地車站。

## 姐妹城市
美里町與以下外國城市為友好姐妹都市:
| 國家 | 城市                 | 締結日期       |
| ---- | -------------------- | -------------- |
| 美国 | 威諾納（明尼蘇達州） | 2007年10月20日 |